# VV Cephei
VV Cephei ist ein Doppelsternsystem, das sich im Sternbild Kepheus befindet. Das Doppelsystem ist etwa 4900 Lichtjahre von unserer Erde entfernt. Es besteht aus einem Roten Überriesen, VV Cephei A, der die Roche-Grenze überschreitet, wenn er seinem Partner – VV Cephei B, einem Blauen Riesen – am nächsten kommt. Dann fließt Materie von ihm zu seinem blauen Partner. Der Blaue Stern scheint zur Hauptreihe zu gehören, vermutlich hat er aber bereits viel Masse von VV Cephei A entrissen.

## Name
Der erste Namensteil „VV“ folgt den Regeln zur Benennung veränderlicher Sterne und besagt, dass VV Cephei der vierzigste veränderliche Stern ist, der im Sternbild Kepheus entdeckt wurde. Der zweite Namensteil „Cephei“ entspricht dem Genitiv des lateinischen Namens des Sternbildes Cepheus.

## Physikalische Eigenschaften

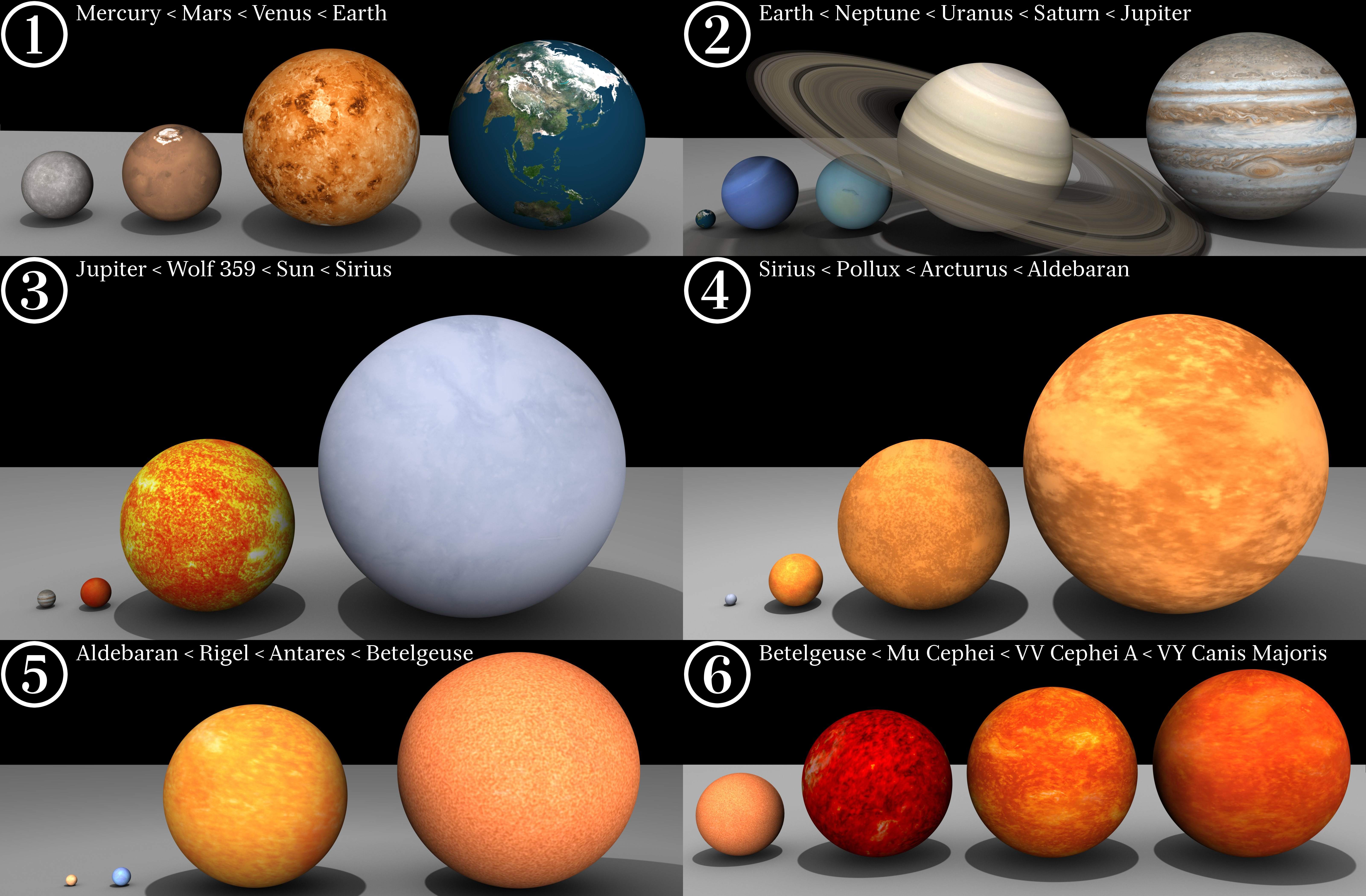
VV Cephei im Größenvergleich zu anderen Himmelskörpern (Bild 6, zweiter von rechts, zwischen Mu Cephei und VY Canis Majoris)

### VV Cephei A
Der Überriese VV Cephei A ist einer der größten bekannten Sterne der Milchstraße. Er gehört zur
Spektralklasse M2 und hat ungefähr den 1.600- bis 1.900-fachen Durchmesser der Sonne. Befände er sich an der Stelle der Sonne, dann würde seine größte Ausdehnung sogar noch die Umlaufbahn des Saturn einschließen. Die Sonne würde volumenmäßig etwa 5,3 Milliarden Mal in VV Cephei A hineinpassen.
Seine Helligkeit entspricht circa der 275.000- bis 575.000-fachen Leuchtkraft der Sonne.
Die Masse des Sternes wird von Astronomen auf Grund der Bewegung von auf seinem Orbit befindlichen Körpern auf eine Masse von ~5*1031 bis ~2*1032 kg geschätzt, was das 25- bis 100fache der Sonne wäre. Andererseits ergibt eine auf seiner Helligkeit beruhende Rechnung zwischen 25 und 40 Sonnenmassen.

### VV Cephei B
VV Cephei B ist ein Blauer Riese der Hauptreihe. Er ist ein B-Stern mit dem zehnfachen Sonnendurchmesser und der 100.000-fachen Sonnenhelligkeit.
Ein Umlauf des Systems benötigt 7430 Tage (20,3 Jahre).
Seine Eklipse dauert etwa 650 Tage; seine letzte Bedeckung durch VV Cephei A fand vom 4. August 2017 bis zum 16. Mai 2019 statt. Dabei sank die scheinbare Helligkeit des Systems von 4,8 mag auf 5,4 mag.

## Bedeckungsveränderlicher Stern
Die Lichtkurve zeigt nahezu keine Veränderung, während VV Cephei B (blau) vor dem Überriesen VV Cephei A vorbeizieht:

Die Lichtkurve sinkt hingegen schlagartig, sobald VV Cephei B hinter VV Cephei A vorbeizieht: